# كريم فهمي
كريم فهمي (4 ديسمبر1982-) طبيب أسنان كاتب وممثل
مصري

## حياته ومشواره المهني
ولد في مدينة القاهرة شقيقه الممثل والسيناريست الشاب أحمد فهمي، درس طب الأسنان بجامعة القاهرة. دخل إلى عالم الفن بعد أن نجح بالاختبار الذي وضعه القائمين على صناعة مسلسل عرض خاص لاختيار وجوه جديدة تقوم ببطولة المسلسل، يظهر فهمي في المسلسل بشخصيته الحقيقية وهي شخصية دكتور أسنان يتمنى الدخول إلى عالم الفن ويتنازل عن مهنته من أجل تحقيق حلمه، غير أن فهمي في الحقيقة لم يترك الطب شارك أيضًا في كتابة سيناريو فيلم أوضتين وصالة كما قام بتأليف فيلم بيبو وبشير وفيلم مستر آند مسز عويس وفيلم هاتولي راجل الذي قام بالمشاركة في بطولته أيضًا.

### حياته الأسرية
تزوج عام 2013 من دانيا البناوي وفي فبراير 2014 رزق بإبنته الأولى كاميليا وبإبنته الثانية ناعومي في سبتمبر 2016
في أغسطس 2019 رزق بابنته الثالثة جميلة

## أعماله

### الأفلام
- 2013: هاتولي راجل
- 2015: سكر مر
- 2016: حسن وبقلظ
- 2018: قلب أمه (ضيف شرف)
- 2018: علي بابا
- 2019: ساعة رضا ( ضيف شرف )
- 2021: ديدو
- 2023: أنا لحبيبي
- 2024: السرب

### المسلسلات
- 2010: عرض خاص
- 2012: حكايات بنات (ج1)
- 2014: إمبراطورية مين (ضيف شرف)
- 2015: حالة عشق
- 2017: ريح المدام (ضيف شرف)
- 2017: حكايات بنات (ج2)
- 2017: الحساب يجمع
- 2017: إختيار إجباري
- 2018: أمر واقع
- 2018: حكايات بنات (ج3) (ضيف شرف)
- 2020: ونحب تاني ليه
- 2021: اللعبة 2: ليفل الوحش (ضيف شرف)
- 2021: الاختيار 2
- 2022: تحقيق
- 2023: أزمة منتصف العمر
- 2023: الكتيبة 101
- 2024: بابا جه
- 2025: وتقابل حبيب
- 2025: إش إش
- 2025: 220 يوم

### المسلسلات الإذاعية
- 2018: الضربة الفاضية

### كمؤلف
- 2011: بيبو وبشير
- 2012: مستر أند مسز عويس
- 2013: هاتولي راجل
- 2015: زنقة ستات
- 2016: حسن وبقلظ
- 2018: علي بابا
- 2018: سك على إخواتك
- 2021: ديدو

### تقديم البرامج
- 2018: قعدة رجالة 2[4]
- 2021: خمس نجوم

## وصلات خارجية
- كريم فهمي على موقع الدهليز
- كريم فهمي على موقع قاعدة بيانات الأفلام العربية